# Gäddsjön (Laxå socken, Närke, 653437-143945)
Gäddsjön är en sjö i Laxå kommun i Närke och ingår i Norrströms huvudavrinningsområde. Sjön har en area på 0,0724 kvadratkilometer och ligger 167 meter över havet. Sjön avvattnas av vattendraget Norrström (Eskilstunaån).

## Delavrinningsområde
Gäddsjön ingår i det delavrinningsområde (653289-143920) som SMHI kallar för Utloppet av Östersjön. Medelhöjden är 161 meter över havet och ytan är 15,69 kvadratkilometer. Det finns inga avrinningsområden uppströms utan avrinningsområdet är högsta punkten. Avrinningsområdets utflöde Norrström (Eskilstunaån) mynnar i havet. Avrinningsområdet består mestadels av skog (87 procent). Avrinningsområdet har 1,15 kvadratkilometer vattenytor vilket ger det en sjöprocent på 7,3 procent.